# Spodotaenia basicornis
Spodotaenia basicornis är en skalbaggsart som beskrevs av Leon Fairmaire 1884. Spodotaenia basicornis ingår i släktet Spodotaenia och familjen långhorningar.
Artens utbredningsområde är Kenya. Inga underarter finns listade i Catalogue of Life.